# سعید مصطفی‌وند
سعید مصطفی‌وند (متولد ۱۳ تیر ۱۳۶۲ در بروجرد) بازیکن والیبال اهل ایران عضو سابق تیم ملی والیبال مردان ایران و فعلی باشگاه والیبال شهرداری ارومیه  است. مصطفی وند سابقه بازی در تیم ملی ایران را در مسابقات انتخابی المپیک ۲۰۱۲ و انتخابی لیگ جهانی ۲۰۱۳ را در کارنامه خود دارد. مصطفی وند برای لیگ جهانی ۲۰۱۴ دوباره به تیم ملی ایران دعوت شد.